# Unterseen
Unterseen is een gemeente en plaats in het Zwitserse kanton Bern, en maakt deel uit van het district Interlaken-Oberhasli.
Unterseen ligt op 557 meter hoogte en telt 5.646 inwoners.
Bij Unterseen ligt de Interlaken Golf Club.

## Geboren
- Adrian Frutiger (1928-2015), letterontwerper